# Thelypteris bergiana
Thelypteris bergiana är en kärrbräkenväxtart som först beskrevs av Diederich Franz Leonhard von Schlechtendal, och fick sitt nu gällande namn av Ren-Chang Ching. Thelypteris bergiana ingår i släktet Thelypteris och familjen Thelypteridaceae.

## Underarter
Arten delas in i följande underarter:
- T. b. calva
- T. b. tristanensis